# Colchicum sfikasianum
Colchicum sfikasianum là một loài thực vật có hoa trong họ Colchicaceae. Loài này được Kit Tan & Iatroú miêu tả khoa học đầu tiên năm 1995.